# Conciencia (filosofía)
Conciencia, en su forma más simple, es cuando el sujeto percibe algún objeto externo a un estado dentro de sí mismo. Sin embargo, su naturaleza ha dado lugar a milenios de análisis, explicaciones y debates por parte de filósofos, teólogos y toda la ciencia. Las opiniones difieren sobre qué es exactamente lo que hay que estudiar o incluso considerar conciencia. En algunas explicaciones, es sinónimo de mente, y en otras, un aspecto de la mente. En el pasado, era la "vida interior", el mundo de la introspección, sintinencia, qualia, del pensamiento privado, de la imaginación y de la volición, la habilidad de experimentar o de sentir, estado de consciencia, o la experiencia de tener un yo o de tener un alma. 
En filosofía, una de las definiciones más populares es la de consciencia como el hecho de que existe algo (un estado o una cualidad) que "es como" o "se siente como" ser o estar de alguna manera. En un artículo, Thomas Nagel ejemplifica con la consciencia de un murciélago, en el sentido de que deber existir algo así como el estado o cualidad de ser un murciélago (ese "algo" de ser un murciélago). Existe el análogo estado o cualidad de ser una persona u otra. A pesar de la dificultad en la definición concreta de consciencia, la mayoría de los filósofos coincide en que existe un fenómeno subyacente a la intuición que tenemos de ser "conscientes" del mundo y de nosotros mismos.  
La filosofía occidental, desde los tiempos de Descartes y Locke, ha tenido dificultades para comprender la naturaleza de la consciencia e identificar sus propiedades esenciales. Algunos de los problemas sobresalientes incluyen: ¿El concepto es coherente a nivel fundamental? ¿Puede explicarse en términos mecánicos? ¿Existe consciencia en otros seres aparte de los seres humanos y cómo se reconoce? ¿Cuál es la relación entre consciencia y lenguaje? ¿Se puede entender la consciencia en términos que no requieran una distinción entre propiedades o estados mentales y propiedades o estados físicos? O la pregunta que surge en el campo de la inteligencia artificial de si es posible que computadores o robots desarrollen consciencia.
En la actualidad, suele incluir cualquier tipo de cognición, experiencia, sentimiento o percepción. Puede ser conciencia, conciencia de la conciencia, o autoconciencia, ya sea en continuo cambio o no. La dispar gama de investigaciones, nociones y especulaciones plantea la curiosidad de si se están haciendo las preguntas correctas.
Ejemplos de la gama de descripciones, definiciones o explicaciones son: simple vigilia, el sentido de uno mismo o alma explorado por "mirar dentro"; ser una metafórica "corriente" de contenidos, o ser un estado mental, evento mental o proceso mental del cerebro.
Gracias a desarrollos tecnológicos durante las últimas décadas, la investigación sobre la consciencia se ha convertido en un tema de investigación interdisciplinaria en la ciencia cognitiva, con importantes contribuciones de los campos de la psicología, antropología, neuropsicología y neurociencia. El foco primario de las investigaciones consiste en entender lo que significa que cierta información sea consciente o esté en la consciencia, es decir, en determinar los correlatos neurales y psicológicos de la consciencia.

## El problema de la definición
Se pueden identificar y categorizar unos cuarenta significados atribuidos al término conciencia basados en funciones y experiencias. Las perspectivas de llegar a una definición única, consensuada e independiente de la teoría de la conciencia parecen remotas.
Las definiciones de diccionario de la palabra consciencia se extienden a lo largo de varios siglos y reflejan una gama de significados aparentemente relacionados, con algunas diferencias que han sido controvertidas, como la distinción entre consciencia interior y percepción del mundo físico, o la distinción entre consciente e inconsciente, o la noción de una entidad mental o actividad mental que no es física.
Las definiciones de uso común de conciencia en Webster's Third New International Dictionary' (edición de 1966, Volumen 1, página 482) son las siguientes: 
1. - conciencia o percepción de un hecho psicológico o espiritual interno; conocimiento intuitivamente percibido de algo en el interior de uno mismo
  - conciencia interna de un objeto, estado o hecho externo
  - conciencia preocupada; INTERÉS, PREOCUPACIÓN-a menudo usado con un sustantivo atributivo [por ejemplo, conciencia de clase]
2. el estado o actividad que se caracteriza por sensación, emoción, volición o pensamiento; mente en el sentido más amplio posible; algo en la naturaleza que se distingue de lo físico
3. la totalidad en psicología de sensaciones, percepciones, ideas, actitudes y sentimientos de los que un individuo o un grupo es consciente en un momento dado o dentro de un lapso de tiempo determinado-'compare FLUJO DE CONCIENCIA
4. la vida de vigilia (como aquella a la que se regresa tras el sueño, el trance, la fiebre) en la que se han recuperado todas las facultades mentales...'
5. la parte de la vida mental o del contenido psíquico en psicoanálisis que está inmediatamente disponible para el yo-compare PRECONSCIENTE, INCONSCIENTE

El Diccionario Cambridge define la conciencia como "el estado de comprender y darse cuenta de algo"
El Oxford Living Dictionary define la conciencia como "El estado de ser consciente y sensible a lo que nos rodea.", "La conciencia o percepción de algo por parte de una persona." y "El hecho de la conciencia por parte de la mente de sí misma y del mundo."
Los filósofos han intentado aclarar las distinciones técnicas utilizando una jerga propia. La Enciclopedia Routledge de Filosofía de 1998 define la conciencia de la siguiente manera:
Conciencia-Los filósofos han utilizado el término 'conciencia' para cuatro temas principales: el conocimiento en general, la intencionalidad, la introspección (y el conocimiento que genera específicamente) y la experiencia fenoménica... Algo dentro de la mente de uno es "introspectivamente consciente" sólo en el caso de que uno lo introspeccione (o esté preparado para hacerlo). A menudo se piensa que la introspección proporciona el conocimiento primario de la propia vida mental. Una experiencia u otra entidad mental es "fenoménicamente consciente" sólo en el caso de que haya "algo parecido" a que uno la tenga. Los ejemplos más claros son: la experiencia perceptiva, como la degustación y la visión; las experiencias corporales y sensoriales, como los dolores, las cosquillas y los picores; las experiencias imaginativas, como las de las propias acciones o percepciones; y las corrientes de pensamiento, como la experiencia de pensar "en palabras" o "en imágenes". La introspección y la fenomenalidad parecen independientes, o disociables, aunque esto es controvertido.
Muchos filósofos y científicos se han mostrado descontentos por la dificultad de elaborar una definición que no implique circularidad o confusión. En The Macmillan Dictionary of Psychology (edición de 1989), Stuart Sutherland expresó una actitud escéptica más que una definición:
Conciencia-El tener percepciones, pensamientos y sentimientos; darse cuenta. El término es imposible de definir excepto en términos que son ininteligibles sin una comprensión de lo que significa la conciencia.  Muchos caen en la trampa de equiparar conciencia con autoconciencia-para ser consciente sólo es necesario ser consciente del mundo exterior. La conciencia es un fenómeno fascinante pero escurridizo: es imposible especificar qué es, qué hace o por qué ha evolucionado. No se ha escrito nada que merezca la pena.
Una definición partidista como la de Sutherland puede afectar enormemente a los supuestos de los investigadores y a la dirección de su trabajo:
Si la conciencia del entorno . . es el criterio de la conciencia, entonces incluso los protozoos son conscientes. Si se requiere la conciencia de la conciencia, entonces es dudoso que los grandes simios y los bebés humanos sean conscientes.
Muchos filósofos han argumentado que la conciencia es un concepto unitario que es entendido por la mayoría de la gente a pesar de la dificultad que los filósofos han tenido para definirlo. Otros, sin embargo, han argumentado que el nivel de desacuerdo sobre el significado de la palabra indica que, o bien significa cosas diferentes para diferentes personas (por ejemplo, la objetivo versus subjetivo aspectos de la conciencia), que abarca una variedad de significados distintos con ningún elemento simple en común, o que deberíamos eliminar este concepto de nuestra comprensión de la mente, una postura conocida como semanticismo de la conciencia.

## Coherencia del concepto
Los filósofos difieren de la mayoría de las personas en su intuición con respecto a la naturaleza de la consciencia. Mientras que la mayoría de las personas tiene una fuerte intuición con respecto a la existencia de lo que entienden como "consciencia". Los escépticos radicales argumentan que esta percepción es falsa, ya sea porque el concepto de consciencia es incoherente o porque las intuiciones al respecto están basadas en ilusiones. Gilbert Ryle argumenta que la definición tradicional de consciencia se da desde una perspectiva tradicional cartesiana que distingue de modo erróneo entre mente y cuerpo, o entre mente y mundo. Propone, por tanto, no hablar de mentes, cuerpos y el mundo, sino que de individuos o personas, que actúan en el mundo. Al hablar de "consciencia" se comete por tanto el error de separar la consciencia de hechos comportamentales y lingüísticos. En términos más generales, muchos filósofos han expresado su frustración sobre la dificultad de producir una definición que no sea circular o confusa.

## Tipos de conciencia
Muchos filósofos han argumentado que la consciencia es un concepto unívoco que la mayoría de las personas es capaz de entender en forma intuitiva, a pesar de la dificultad de definirlo. Otros, sin embargo, argumentan que los niveles de desacuerdo con respecto a lo que es indican que se trata o bien de algo que significa diferentes cosas para diferentes personas, o bien de un hiperónimo que comprende una variedad de conceptos sin ningún elemento simple en común.
El filósofo Ned Block propone la distinción entre dos tipos de consciencia que él llama "fenomenal"  (P-consciousness) y "de acceso" (A-consciousness). La fenomenal son los datos brutos de la percepción: formas, colores, sonidos, sensaciones, emociones y sentimientos, que tienen como eje central los estímulos en el cuerpo. Esas experiencias, consideradas con independencia de su impacto en el comportamiento, se denominan qualia. Por el contrario, consciencia de acceso es el fenómeno por el cual se accede a la información en la mente para producir reportes verbales, razonar y controlar el comportamiento. Así, información sobre lo que se percibe cuando percibimos algo involucra la consciencia de acceso; así como cuando hay introspección, i.e., la información sobre nuestros pensamientos; también cuando recordamos algo sobre el pasado, etc. Algunos filósofos, como Daniel Dennett, han criticado la validez de esta distinción, pero muchos otros la han aceptado. David Chalmers ha argumentado que la consciencia de acceso puede ser explicada en términos mecánicos (i.e. en principio como procesos físico-químicos en el cerebro), pero que entender lo que es la consciencia fenomenal es mucho más complicado. El lo llama el problema difícil de la consciencia. 
Sin embargo, algunos filósofos piensan que existen más tipos de consciencia que los dos descritos por Block. William Lycan, por ejemplo, menciona en su libro Consciousness and Experience que se puede identificar al menos ocho tipos distintos. Hay debate acerca de si la consciencia fenomenal y la de acceso siempre coexisten o si se pueden concebir por separado. Aunque la posibilidad de consciencia fenomenal sin consciencia de acceso es más aceptada, también se han postulados ejemplos hipotéticos de consciencia de acceso sin consciencia fenomenal. Block sugiere que en el caso de un "zombie" éste puede ser computacionalmente idéntico a una persona pero carecer de subjetividad. No obstante, Block se inclina a negar la posibilidada real, a pesar de aceptar en principio la posibilidad conceptual. 
A partir del surgimiento de la física de Newton y su visión del universo como un lugar gobernado por leyes físicas, algunos filósofos se han esforzado por encontrar una explicación de puro materialismo al problema de la consciencia.

## Visión científica
"Considero a la conciencia como algo fundamental". Max Planck.
El examen científico de la conciencia, que estaba ya contenido en las ideas de Locke y Leibniz, comenzó a desarrollarse en el siglo XIX. Wilhelm Wundt creó un laboratorio de estudio de la conciencia. Su propósito era investigar cómo se forman las sensaciones, las imágenes en el cerebro, la memoria, las percepciones de tiempo y espacio, etcétera. Wilhelm Wundt desarrolló su trabajo sobre la base del único medio de que disponía, que era la introspección: es el propio individuo quien mejor puede examinar el comportamiento de su conciencia.

## Filosofíadialéctica
La consciencia es definida como “la reproducción por el individuo de la imagen ideal de su actividad tendente a una finalidad y de la representación ideal en ella de las posiciones de las otras personas. La actividad consciente del hombre está mediatizada por el colectivo; durante su realización el hombre toma en cuenta las posiciones de los otros miembros del colectivo”. La consciencia del individuo es la forma subjetiva, ideal, en que se presentan sus relaciones sociales reales, su existencia real.

### Impacto social
En paralelo a las ideas de Freud, el marxismo (inspirado en la filosofía de Hegel) sostenía que la conciencia de clase era determinante en los actos de los seres humanos, llevando el concepto de consciencia al terreno político práctico y definiendo de hecho al ser humano por sus decisiones en tanto partícipe de un grupo social.